# Isaac Burpee
Isaac Burpee, född 28 november 1825, död 1 mars 1885, var en kanadensisk politiker. Han var ledamot av underhuset i Kanadas parlament för Kanadas liberala parti 1872-1885. Han tjänstgjorde som tillförordnad jordbruksminister 1876-1877.